# فيولا غيرترود ولس
فيولا غيرترود ولس (بالإنجليزية: Viola Gertrude Wells)‏ هي عازفة جاز أمريكية، ولدت في 14 ديسمبر 1904 في نيوآرك في الولايات المتحدة، وتوفيت في 22 ديسمبر 1984 في بيلفيل ‏ في الولايات المتحدة.

## وصلات خارجية
- فيولا غيرترود ولس على موقع ميوزك برينز (الإنجليزية)
- فيولا غيرترود ولس على موقع أول ميوزيك (الإنجليزية)
- فيولا غيرترود ولس على موقع ديسكوغز (الإنجليزية)
- فيولا غيرترود ولس على موقع ديسكوغز (الإنجليزية)